# Thomas Lewis
Den här sidan handlar om den brittiske astronomen. För den skotsk-svenske industrimannen, se Thomas Lewis (industriman), för kardiologen, se Thomas Lewis (kardiolog).
Thomas Lewis, född 1856, död 1927, var en brittisk astronom.
Lewis var 1881–1927 anställd vid observatoriet i Greenwich och ägnade sig där åt omfattande undersökningar över dubbelstjärnor.